# Giulia Guerrini
Giulia Danielle Guerrini Genusi (Milán, 4 de septiembre de 1996), es una actriz y cantante italiana. Es conocida por interpretar a Rebecca en la serie de televisión Alex & Co., y a Chiara en la serie original de Disney Channel Latinoamérica, Bia.

## Biografía
Nació en Milán el 4 de septiembre de 1996. A partir de los 11 años tomó clases de actuación y canto en Italia. Comenzó su carrera artística en varias obras teatrales en Milán y Roma: Alice nel Paese delle meraviglie (2010), Aladino e la Lampada Magica (2012), Quanto si Scambiano le Feste (2013), Il Viaggio (2014) y Little Shop of Horrors (2015), dirigidas por Luca Spinelli.
En el 2014 fue elegida para participar en la serie de Disney Channel Italia Alex & Co., su primer papel en televisión, donde se hizo popular a nivel internacional por interpretar a Rebecca Guglielmino, personaje recurrente en la primera y segunda temporada, y principal durante la tercera y última temporada. Repitió su personaje de manera recurrente en el spin-off Radio Alex. En el 2016 participó en la banda sonora titulada We Are One. En el mismo año, fue invitada a los Radio Disney Music Awards como enviada para Italia.
En el 2017 se radicó en Madrid, donde aprendió a hablar español con fluidez para grabar la serie española Mónica Chef, donde interpretó al personaje principal Barbara Petersoli. También participó del álbum homónimo de la banda sonora de la serie.
En 2018, se trasladó a Buenos Aires para interpretar a Chiara Callegri en el elenco principal de la serie original de Disney Channel Latinoamérica Bia, protagonizada por Isabela Souza. La serie se emitió en 2019 y 2020 por dos temporadas. Repitió su personaje en el especial web de 2021, Bia: un mundo al revés, original de Disney+. El papel le hizo ganar una nominación a los Nickelodeon Kids' Choice Awards México en la edición de 2021, en la categoría de "actriz favorita".
En 2022 tuvo un papel antagónico como Natasha Rossi en Cielo grande, serie juvenil musical de Netflix, donde fue parte del elenco principal junto a Pilar Pascual,  Guido Messina y otros. La primera temporada se estrenó el 16 de febrero de 2022 por la plataforma y contó con dos temporadas.

## Filmografía

### Televisión
| Año       | Título                 | Personaje           | Notas                                                         |
| --------- | ---------------------- | ------------------- | ------------------------------------------------------------- |
| 2015-2017 | Alex & Co.             | Rebecca Guglielmino | Elenco recurrente (temp. 1 y 2)Elenco principal (temp. 3 y 4) |
| 2015-2016 | Radio Alex             | Rebecca Guglielmino | Participación especial                                        |
| 2017      | Mónica Chef            | Barbara Petersoli   | Elenco principal                                              |
| 2019-2020 | Bia                    | Chiara Callegri     | Elenco principal                                              |
| 2021      | Bia: un mundo al revés | Chiara Callegri     | Especial web                                                  |
| 2022      | Cielo grande           | Natasha Rossi       | Antagonista                                                   |

### Teatro
| Año  | Título                           | Dirección     |
| ---- | -------------------------------- | ------------- |
| 2010 | Alice nel paese delle meraviglie | Luca Spinelli |
| 2012 | Aladino e la lampada magica      | Luca Spinelli |
| 2013 | Quando si scambiano le feste     | Luca Spinelli |
| 2014 | Il viaggio                       | Luca Spinelli |
| 2015 | Little Shop of Horrors           | Luca Spinelli |

## Discografía
Bandas sonoras
- We Are One (2016)
- Mónica Chef (2017)
- Así yo soy (2019)
- Si vuelvo a nacer (2019)
- Grita (2020)
- Bia: Un mundo al revés (2021)

## Premios y nominaciones
| Año  | Premiación                 | Categoría       | Trabajo                | Resultado |
| ---- | -------------------------- | --------------- | ---------------------- | --------- |
| 2021 | Kids' Choice Awards México | Actriz favorita | Bia: Un mundo al revés | Nominada  |